# Damavand (ville)
Pour l’article homonyme, voir Damavand pour le Mont Damavand.
Damāvand (en Persan: دماوند) est une ville de la province de Téhéran en Iran. Elle avait une population de 29 831 habitants en 2006.
Damavand est une ville antique. Le nom Damavand apparait dans les textes sassanides (nommée Dunbawand) et des vestiges parthes ont été trouvés dans la ville. La cité est tombée aux mains des envahisseurs musulmans en 651.

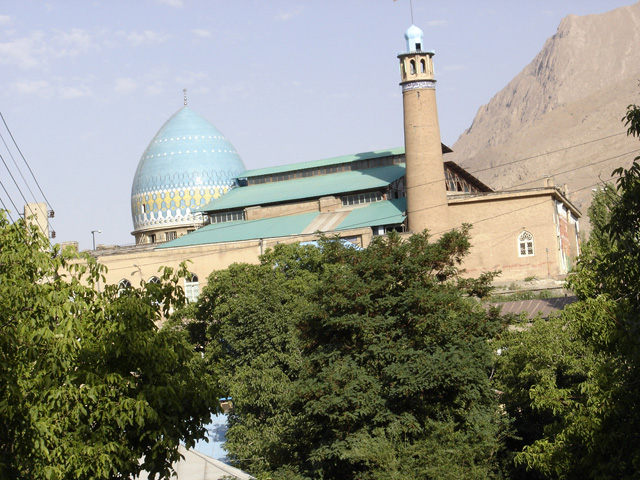
La mosquée de la congrégation de Damavand

La ville est proche du plus haut sommet d'Iran au nom homonyme, le mont Damavand, que Ferdowsi cite abondamment dans son Shâh Nâmâ.
Le climat y est relativement frais toute l'année.
Damavand a un héritage historique riche. Le département contient 37 tombes historiques (Imamzadehs), 27 ruines de châteaux, 23 maisons traditionnelles, 18 bains publics, 6 grottes, 5 ponts historiques, 3 mosquées et 3 caravansérails.
La mosquée de la congrégation de Damavand, construite en 1409, porte des traces d'architecture Sassanide. Une inscription au nom de Ismaïl Ier Safavi peut y être vue.